# Wilhelm Gericke
Wilhelm Gericke (Schwanberg, 18 de maio de 1845 - Viena, 27 de outubro de 1925) foi um maestro austríaco.
Desde pequeno já estudou música no Conservatório de Viena estudando piano, composição e condução. Após um breve período de trabalho na capital austríaca, se transfere para Linz onde vira diretor da orquestra do teatro de ópera local. Depois, retornou para Viena, onde dirigiu a estreia de Tannhäuser de Richard Wagner. Depois muda-se para os Estados Unidos onde se torna diretor musical da Orquestra Sinfônica de Boston, de 1884 até 1889, retornando ao posto em 1898 ficando lá até 1906. Após isso mudou-se para a Europa, onde faleceu em 1925.